# Спољна обавештајна служба (Русија)
Спољна обавештајна служба Руске Федерације (рус. Служба внешней разведки Российской Федерации) или СВР РФ  је руска спољна обавештајна агенција, фокусирана углавном на цивилне послове. СВР РФ је наследио Прву главну управу (ПГУ) КГБ -а у децембру 1991. СВР има седиште у московском округу Јасенево.
За разлику од руске Федералне службе безбедности (ФСБ), СВР има задатак да обавља обавештајне и шпијунске активности ван Руске Федерације. Ради заједно са Руском главном обавештајном управом (рус. Главноие разведивател'ноие управлениие, ИПА: [ˈглавнәјә рɐзˈвʲɛдɨвәтʲɪлʲнәјә ʊпрɐˈвлʲенʲɪјә], ГРУ), његов шпијунски пандан за војне послове, који је наводно био распоређен у страним земљама у шест пута више од броја шпијуна19 од СВР СВР је такође овлашћен да преговара о антитерористичкој сарадњи и аранжманима о размени обавештајних података са страним обавештајним агенцијама, и обезбеђује анализу и ширење обавештајних података руском председнику.
Сви подаци који се односе на одређене идентитете запослених (службеника) СВР-а законски су класификовани као државна тајна; од септембра 2018. исто важи и за ванштабно особље, односно доушнике и регрутоване агенте.

## Историја
СВР РФ је званични наследник спољних операција многих страних обавештајних агенција из совјетске ере, од првобитног 'страног одељења' Чеке под Владимиром Лењином, до ОГПУ и НКВД из стаљинистичке ере, праћене Првом главном управом КГБ -а.
Званично, СВР РФ свој почетак датира са оснивањем Посебног одељења Чеке 20. децембра 1920. године. Начелник Чеке, Феликс Џержински, створио је Одељење за спољне послове (Иностранни Отдел – ИНО) како би побољшао прикупљање, као и ширење обавештајних података. Дана 6. фебруара 1922, Спољно одељење Чеке постало је део преименоване организације, Државно политичко управљање, или ГПУ. Министарство иностраних послова је било задужено за обавештајне активности у иностранству, укључујући прикупљање важних обавештајних података из страних земаља и ликвидацију пребега, емиграната и других разних „народних непријатеља“. Године 1922., након стварања Државне политичке управе (ГПУ) и њеног спајања са Народним комесаријатом унутрашњих послова РСФСР, спољну обавештајну делатност је водило Спољно одељење ГПУ, а од децембра 1923. до јула 1934. године Спољно одељење Заједничка државна политичка управа или ОГПУ. У јулу 1934, ОГПУ је поново укључен у НКВД. Године 1954. НКВД је заузврат постао КГБ, који је 1991. постао СВР и ФСБ.
СВР РФ је 1996. године издао ЦД-РОМ под насловом Руска спољна обавештајна служба: ВЧК–КГБ–СВР, који тврди да пружа „професионалан поглед на историју и развој једне од најмоћнијих тајних служби на свету“ где све службе су представљени као једна организација која се развија.
Бивши директор СВР РФ Сергеј Лебедев изјавио је да „није било места на планети где није био официр КГБ-а“. Током прославе 80. годишњице, Владимир Путин је отишао у штаб СВР и састао се са другим бившим шефовима КГБ/СВР Владимиром Крјучковим, Леонидом Шебаршином, Јевгенијем Примаковим и Вјачеславом Трубњиковим, као и са другим агентима, укључујући британског двоструког агента и бившег совјетског шпијуна Џорџ Блејк.
„Закон о спољним обавештајним службама“ је написало само руководство СВР и усвојило га је августа 1992. године. Овим законом створени су услови за „продирање контролора свих нивоа власти и привреде“, будући да је прописано да „каријерни кадрови могу заузимати радна места у министарствима, одељењима, установама, предузећима и организацијама у складу са захтевима овог закона, а да не угрожавају своје повезаност са страним обавештајним агенцијама“.
Нови „Закон о страним обавештајним органима“ донели су Државна Дума и Савет Федерације крајем 1995. године, а потписао га је тадашњи председник Борис Јељцин 10. јануара 1996. године. Закон овлашћује СВР да извршава следеће:
1. Спровођење обавештајних података;
2. Спровести активне мере за обезбеђење безбедности Русије;
3. Спроводити војну, стратешку, економску, научну и технолошку шпијунажу;
4. Заштитите запослене у руским институцијама у иностранству и њихове породице;
5. Обезбедити личну безбедност званичника руске владе и њихових породица;
6. Спроводити заједничке операције са страним службама безбедности;
7. Спровести електронски надзор у страним земљама.

СВР шаље руском председнику дневне сажетке обавештајних података, слично председниковом дневном бриф-у који је направила Обавештајна заједница Сједињених Држава у САД. Међутим, за разлику од САД, СВР препоручује председнику које опције политике су пожељније.
Од 2012. године председник Руске Федерације може лично да издаје било које тајне наредбе СВР РФ без консултација са парламентом националног законодавства, Савезном скупштином коју чине Државна дума и Савет Федерације.

## Структура команде
Према члану 12 Федералног закона о спољној обавештајној служби из 1996. године, „опште руковођење“ спољнообавештајне делатности врши председник Русије, који именује директора СВР.
Директор редовно даје брифинге председнику. Директор је стални члан Савета безбедности Русије и Савета одбране.
Према објављеним изворима, СВР је 1990-их укључивао следеће дирекције:
- Дирекција за односе с јавношћу: Политичка обавештајна служба: Укључује седамнаест одељења, од којих је свако одговорно за различите земље света (шпијунажа у САД, Канади, Латинској Америци, итд.)
- Дирекција С: Илегална обавештајна служба: Укључује тринаест одељења одговорних за припрему и подметање „илегалних агената“ у иностранству, „биолошку шпијунажу“, регрутовање страних држављана на територији Русије и друге дужности.
- Управа Кс: Научно-техничка обавештајна
- Управа КР: Спољна контраобавештајна служба: Ова управа „спроводи инфилтрацију страних обавештајних и безбедносних служби и врши надзор над руским држављанима у иностранству“.
- Дирекција ОТ: Оперативна и техничка подршка
- Дирекција Р: Оперативно планирање и анализа: Процењује операције СВР у иностранству.
- Дирекција I: Рачунарска служба (информације и дисеминација): Анализира и дистрибуира обавештајне податке и објављује дневне резимее актуелних догађаја за председника.
- Управа за економску обавештајну делатност

Према веб страници СВР РФ, организација се тренутно састоји од директора, првог заменика директора (који надгледа смерове за спољну контраобавештајну и економску обавештајну службу) и следећих одељења:
- Кадровско;
- Операције;
- Анализа и информације
- Наука;
- Оперативна логистика и подршка.

Сваком дирекцијом руководи заменик директора који одговара директору СВР. Обавештајна академија Црвене заставе преименована је у Академију спољних обавештајних служби (АБП су њени руски иницијали) и смештена је у Управи за науку.

## Укљученост у руску спољну политику
За време председниковања Бориса Јељцина, СВР се сукобила са Министарством спољних послова због вођења руске спољне политике. Директор СВР Јевгениј Примаков заметнуо је министарство спољних послова објављивањем упозорења Западу да се не меша у уједињење Русије са другим бившим совјетским републикама и нападајући проширење НАТО као претњу руској безбедности, док је министар спољних послова Андреј Козирјев захтевао другачије ствари. Ривалство је завршено одлучујућом победом СВР, када је Примаков заменио Козирјева у јануару 1996. и довео са собом један број официра СВР у министарство спољних послова Русије.
У септембру 1999. Јељцин је признао да је СВР играла већу улогу у руској спољној политици од Министарства спољних послова. Саопштено је да је СВР дефинисао руски став о трансферу нуклеарних технологија Ирану, проширењу НАТО-а и модификацији Уговора о антибалистичким ракетама. СВР је такође покушао да оправда анексију балтичких држава од стране Совјетског Савеза у Другом светском рату користећи селективно декласификоване документе.

## Операције

### Шпијунажа
Од краја 1980-их, КГБ и касније СВР почели су да стварају „други ешалон“ „помоћних агената поред нашег главног оружја, илегалаца и специјалних агената“, према бившем официру СВР Кузминову. Ови агенти су легални имигранти, укључујући научнике и друге професионалце. Други официр СВР-а који је пребегао у Британију 1996. описао је неколико хиљада руских агената и обавештајних службеника, од којих су неки "илегали" који живе под дубоким заклоном у иностранству.
Између 1994. и 2001. године, случајеви Американаца који су радили као извори ('шпијуни') за руске агенције укључивали су случајеве Олдрича Хејзена Ејмса, Харолда Џејмса Николсона, Ерла Едвина Питса, Роберта Филипа Хансена и Џорџа Трофимофа. Они би се сматрали двоструким агентима јер су радили за америчке обавештајне агенције док су давали информације Русији. Међутим, они нису били руски „илегалци“, јер су били амерички држављани.

### Сарадња са страним обавештајним службама
Споразум о обавештајној сарадњи Русије и Кине потписан је 1992. године. Овај тајни уговор обухвата сарадњу ГРУ ГСх ВС РФ и СВР РФ са Војнообавештајном управом Народне ослободилачке армије Кине. Године 2003. објављено је да је СВР РФ обучавала ирачке шпијуне када је Русија сарађивала са Садамом Хусеином. СВР такође има споразуме о сарадњи са тајним полицијским службама неких бивших совјетских република, као што су Азербејџан и Белорусија.

### Атентати у иностранству
„У совјетско доба, СВР – тада део КГБ – бавио се тајним политичким убиствима у иностранству”. Ове активности се наводно настављају. У септембру 2003. објављено је да је агент СВР РФ у Лондону припремао атентат на Бориса Березовског бинарним оружјем, због чега је Березовски брзо добио азил у Британији. Официри ГРУ-а који су убили Зелимкхан Иандарбијева у Катару 2004. године наводно су тврдили да их је подршка агентима СВР-а изневерила тиме што их није евакуисала на време, па су их ухапсиле власти Катара.
Бивши агент КГБ- а Игор Убица, за кога се верује да је био тровач Александра Литвињенка 2006. је наводно био официр СВР. Међутим, СВР је негирао умешаност у тровање Александра Литвињенка. Портпарол СВР-а упитан за Литвињенка је приметио: „Нека му Бог да здравља“.

### Интернет дезинформације
Према речима вишег официра СВР Сергеја Третјакова, он је често слао обавештајне службенике у огранке Њујоршке јавне библиотеке где су добијали приступ интернету, а да нико није знао њихов идентитет. Постављали су пропаганду и дезинформације на образовне веб странице и слали мејлове америчким емитерима. Чланке или студије су направили руски стручњаци који су радили за СВР. Сврха ових активних мера је била да се забеле руска спољна политика, створи позитивна слика о Русији, промовишу антиамеричка осећања и „изазове раздор и немир унутар САД“.

## Регрутација
СВР РФ активно регрутује руске држављане који живе у страним земљама. „Када официр СВР циља на руског емигранта ради регрутовања, они му прилазе, обично у месту њиховог пребивалишта и улажу напор да се споразумеју“, рекао је бивши официр ФСБ Александар Литвињенко. „Ако он или она одбију, обавештајац тада прети потенцијалном регруту правним гоњењем у Русији, а ако особа настави да одбија, оптужбе су измишљене. Саопштено је да СВР плени успешне руске бизнисмене у иностранству и велики број странаца који се заклињу на верност под претњом смрти.
Ове тврдње није потврдила званична веб страница СВР, на којој се наводи да само руски држављани без двојног држављанства могу постати агенти СВР РФ.
Руска обавештајна служба више не регрутује људе на основу комунистичких идеала, што је био „први стуб“ регрутовања КГБ-а, рекао је аналитичар Константин Преображенски . „Други стуб регрутовања је љубав према Русији. На Западу, само руски имигранти имају осећања синовске послушности према Русији. Управо зато [СВР] ради са њима тако често. Управо за ту сврху створена је посебна дивизија. Редовно одржава конференције руских имигранта, којима Путин радо присуствује.“

## Значајни руски обавештајци
- Фебруар 1994: Олдрич Хејзен Ејмс је оптужен за давање високо поверљивих информација од априла 1985. Совјетском Савезу, а потом и Русији. Информације које је пренео довеле су до погубљења најмање 9 агената Сједињених Држава у Русији. У априлу су он и његова супруга признали кривицу за заверу ради шпијунаже и утају пореза. Осуђен је на доживотни затвор без условног отпуста.[21]
- Новембар 1996: Харолд Џејмс Николсон је ухапшен док је покушавао да изнесе строго тајна документа из Сједињених Држава. Почео је да шпијунира за Русију 1994. године. Био је виши официр Централне обавештајне агенције . Он је 1997. признао кривицу и осуђен је на више од 23 године затвора.[21]
- Децембар 1996: Ерл Едвин Питс је оптужен за давање строго тајних докумената Совјетском Савезу, а затим и Русији од 1987. до 1992. године. Он је 1997. признао кривицу по две тачке за шпијунажу и осуђен је на 27 година затвора.[21]
- Јун 2000: Џорџ Трофимоф, натурализовани амерички држављанин руских родитеља, ухапшен је због шпијунирања за Совјетски Савез и Русију од око 1969. Пошто је отишао у пензију као пуковник у резерви војске Сједињених Држава, био је највиши војни официр икада оптужен за шпијунирање. Осуђен је на доживотни затвор.[21]
- Октобар 2000: Сергеј Третјаков, официр СВР који ради на тајном задатку у руској мисији УН, пребегао је у Сједињене Државе са својом породицом.
- Фебруар 2001: Роберт Филип Хансен је ухапшен због шпијунирања за Совјетски Савез и Русију више од 15 година од својих 27 година у Федералном истражном бироу. Прошао је хиљаде страница поверљивих докумената о одбрани од нуклеарног рата и осетљивим информацијама и разоткрио три руска агента Сједињених Држава, од којих су двојици суђено и погубљено. Признао је кривицу за шпијунажу и осуђен је на доживотни затвор.[21]
- Јун 2010: Распадом познатих делова Илегалног програма, ФБИ је ухапсио 10 појединаца који су наводно обављали шпијунске активности у дубокој тајности, а једанаеста је ухапшена док је покушавала да прође кроз Кипар. Ови појединци су наводно радили за СВР на дугорочним тајним задацима у продору у кругове креирања политике у влади Сједињених Држава. Власти још увек траже агента по имену Цхристопхер Метсос; агенти ухапшени 28. јуна 2010. су Михаил Семенко, Владимир Гурјев, Лидија Гурјев, Андреј Безруков, Јелена Вавилова, Михаил Куцик, Наталија Переверзева, Михаил Анатољевич Васенков, Вики Пелаез и Ана Чепман .[22][23][24][25][26] Дванаести човек, Алексеј Каретников, касније је депортован. Открио их је заменик шефа илегалних шпијуна, пребег из СВР, пуковник Александар Потејев.[27]